# Plat de ritme
El plat de ritme és un dels tipus de plat que conformen la bateria i, juntament amb el plat d'accents, un dels dos plats mínims obligats d'aquest instrument musical. Quan es colpeja, produeix un so sostingut i brillant, a diferència del so més curt del plat d'accents. La mida del plat de ritme varia entre les 18 i les 22 polzades angleses, és a dir com a mínim de 51 cm de diàmetre.
Aquest plat, caracteritzat com a versàtil i que té els seus orígens en l'any 1945, s'empra principalment amb funcions d'acompanyament en el patró rítmic de molta música moderna, a diferència del d'accents, que serveix per a remarcar cops concrets i definits («pings»).